# Kapelle Wülferode

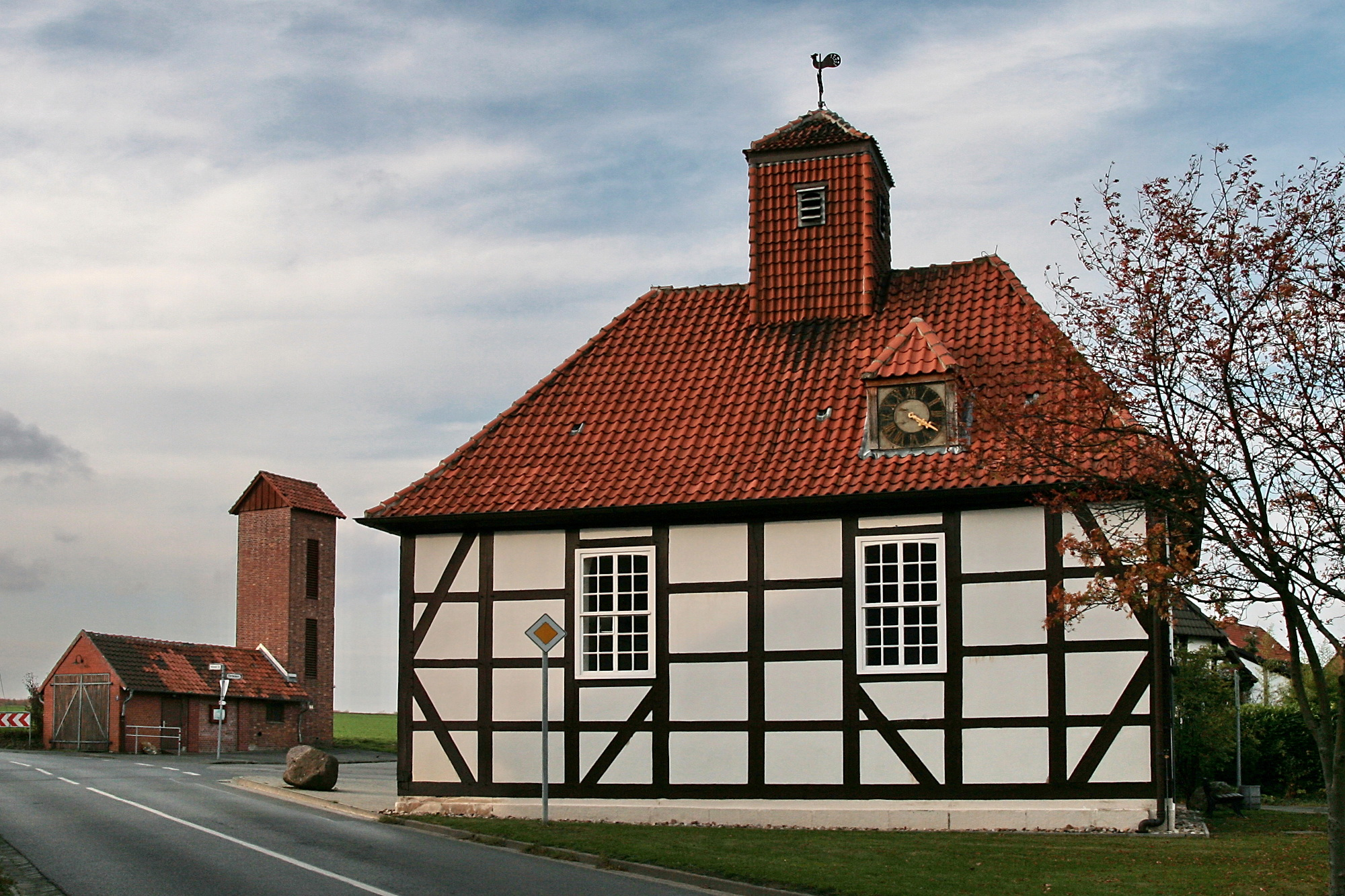
Kapelle Wülferode

Die Wülferoder Kapelle in Wülferode ist ein Kirchenbau der Evangelisch-lutherischen St.-Johannis Kirchengemeinde Bemerode-Kronsberg-Wülferode und der Kapellengemeinde Wülferode in Hannover.

## Geschichte
Im Jahr 1474 wurde eine Marien-Kapelle auf dem Wülferoder Hof urkundlich erwähnt. Die heutige Kapelle wurde im Jahre 1756 im Fachwerkstil errichtet. Die Glocke stammt aus dem Jahr 1644 und wurde von dem hannoverschen Glockengießer Ludolf Siegfriedt geschaffen. Der Taufstein und das Altarbild wurden aus der alten Kapelle übernommen und stammen aus dem Jahr 1661 bzw. 1677. Die Kapelle bietet Platz für rund 100 Personen und wird regelmäßig für Trauungen und Konzerte genutzt.  Von 2005 bis 2006 wurde die Kapelle aufwendig restauriert.